# Baby Weems
Pour plus de détails, voir Fiche technique et Distribution.
Baby Weems est un court métrage d'animation américain et une séquence du film-documentaire Le Dragon récalcitrant sorti initialement aux États-Unis en 1941.

## Synopsis
C'est l'histoire d'un bébé qui naît avec le don de la parole et une extrême intelligence. Véritable phénomène de foire, le bambin est rapidement accaparé par les plus grands du monde entier au détriment de ses parents. Mais un mauvais rhume viendra remettre les choses à leur place : le bébé perd en effet toutes ses capacités extraordinaires et redevient un bambin comme les autres...

## Fiche technique
- Titre original : Baby Weems
- Réalisateur : Hamilton Luske assisté de Ford Beebe, Jim Handley, Erwin L. Verity
- Scénaristes : Joe Grant, Dick Huemer et John P. Miller
- Voix : Pinto Colvig (Dingo), John McLeish (narrateur)
- Producteur : Walt Disney
- Production : Walt Disney Productions
- Distributeur : RKO Radio Pictures
- Format d'image : Couleur (Technicolor)
- Son : Mono (RCA Sound System)
- Durée : 7 min 50 s
- Langue : Anglais
- Pays de production :  États-Unis
- Date de sortie : 20 juin 1941

## Distribution
- Gerald Mohr : Narrator
- Ernie Alexander : Baby Weems's father
- Art Gilmore : Franklin Delano Roosevelt
- Leone Le Doux et Raymond Severn : Baby Weems
- Eddie Marr : Walter Winchell
- Linda Marwood : Baby Weems' mother